# Ctenus floweri
Ctenus floweri är en spindelart som beskrevs av F. O. Pickard-Cambridge 1897. Ctenus floweri ingår i släktet Ctenus och familjen Ctenidae. Inga underarter finns listade i Catalogue of Life.